# Iaroșîk, Henicesk
Iaroșîk (în ucraineană Ярошик) este un sat în comuna Șciorsivka din raionul Henicesk, regiunea Herson, Ucraina.

## Demografie
Componența lingvistică a localității Iaroșîk
     Ucraineană (74,43%)
     Rusă (23,3%)
     Alte limbi (0,65%)
Conform recensământului din 2001, majoritatea populației localității Iaroșîk era vorbitoare de ucraineană (74,43%), existând în minoritate și vorbitori de rusă (23,3%).